# Оригинал
Оригина́л (от лат. orīginālis «первоначальный») — первоначальный, подлинный.

## Издательское дело
В издательском деле — текстовое или графическое произведение, прошедшее редакционно-издательскую обработку и подготовленное для изготовления печатной формы.
Оригиналы классифицируются на следующие типы:
- изобразительные оригиналы, по характеру содержащихся в них элементов, могут быть штриховыми и полутоновыми, чёрно-белыми и цветными; по технике исполнения — рисунки, фотографии, полиграфические оттиски или компьютерная графика;
- текстовые оригиналы, в зависимости от исполнения, делятся на машинописные, печатные — для издания без изменения, для издания с изменениями, кодированные (на магнитном или оптическом носителе), репродуцируется текстовые оригинал-макеты, рукописные;
- авторский оригинал — это текстовой и иллюстрационный материал, подготовленный автором или коллективом авторов к передаче в издательство для подготовки к изданию;
- издательский оригинал — материал, поступающий в производство после редакционной подготовки и подлежащий воспроизведению полиграфическими средствами. К нему относятся текстовые, иллюстрационные, смешанные оригиналы, оригинал-макеты и другая продукция.

## Изобразительное искусство
В области изобразительного искусства — подлинное художественное произведение в отличие от подделки, копии или репродукции. Термин оригинал употребляется и как обозначение художественного произведения, служащего образцом для копии. В этом смысле слова оригиналом может быть любое, в том числе и не подлинное произведение.

## Экономика
В документообороте термин «оригинал» употребляется в отношении первого, основного экземпляра документа. А в международных торговых сделках: штамп на первом экземпляре документа, договора.